# Le Grand Ricci
Das chinesisch-französische Wörterbuch Le Grand Dictionnaire Ricci de la langue chinoise (chinesisch 利氏漢法辭典, Pinyin Lishi Han-Fa cidian) in 7 Bänden mit insgesamt etwa 8.900 Seiten und ist mit Einträgen zu rund 13.500 Schriftzeichen und 300.000 zusammengesetzten Wörtern und Wendungen bis heute das größte chinesisch-westlichsprachige Wörterbuch. Weitere Besonderheiten sind, dass es sowohl klassisches als auch modernes Chinesisch erfasst, Zeichenformen auch in Orakelknochenschrift angibt und weitere etymologische Hinweise bietet, was in zweisprachigen Wörterbüchern sonst nicht üblich ist. Die Aussprache wird in der Wade-Giles-Transkription angegeben.
Das Wörterbuch ist nach dem italienischen Missionar Matteo Ricci benannt, der im 17. Jahrhundert in China wirkte.
Es ist die Nachfolge-Ausgabe des Petit Ricci aus dem Jahr 1979 mit 6.000 Schriftzeichen und 50.000 Wörtern.
Der Grand Ricci wurde 2001 vom Institut Ricci in Paris und Taipeh veröffentlicht. Das Institut Ricci übersetzt wichtige Werke aus dem Chinesischen in europäische Sprachen und forscht über chinesische Wissenschaft und Kultur.
Im Jahr 2010 erschien der Grand Ricci numérique auf DVD; seit 2013 ist der Grand Ricci für die Wörterbuch-App Pleco erhältlich.
Im Jahr 2014 erschien zum 50-jährigen Jubiläum der Aufnahme diplomatischer Beziehungen zwischen der Volksrepublik China und Frankreich bei der Commercial Press in Beijing eine Ausgabe des Dictionnaire Ricci mit Angaben zu mehr als 9.000 Schriftzeichen und mehr als 110.000 Wörtern in einem Band mit 2.071 Seiten. Gegenüber dem Grand Ricci wurden 6.000 neuere Wörter aufgenommen; die Angaben sind in vereinfachten Schriftzeichen und mit Pīnyīn anstelle der Wade-Giles-Transkription.

## Bibliografische Angabe
- Instituts Ricci (Hrsg.): Le Grand Dictionnaire Ricci de la langue chinoise, Paris, Desclée de Brouwer 2001; ISBN 2-220-04667-2.